# Batthyány

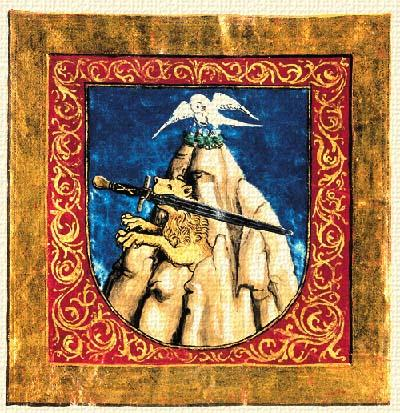
herb rodu Batthyány

Batthyány (wym. pierwotna ˈbɒcːaːni, współczesna ˈbɒcːaːɲi) – stare, węgierskie nazwisko szlacheckie (magnackie).
Z 1398 pochodzi pierwsza wzmianka o rodzie Batthyány w dokumentach. Od 1522 ich siedzibą rodową był Németújvár (obecnie Güssing w Austrii). 
W 1570 Balthasar Batthyány przeszedł na protestantyzm i uczynił Güssing regionalnym centrum protestantyzmu. Jego potomek Ádám Batthyány z Német-Ujvár (1610–1659) powrócił do katolicyzmu i założył w Güssing klasztor franciszkanów. Hrabia Lajos Batthyány był w czasie powstania węgierskiego w 1848, pierwszym węgierskim premierem i został za to w 1849 w Peszcie stracony. Po 1945 majątki rodziny zostały w większości uwłaszczone, tylko w Burgenlandzie w Austrii pozostały ich resztki w rękach spadkobierców. Grobowiec rodziny Batthyánych w Güssing, jest drugim co do wielkości grobowcem rodzinnym w Austrii, po grobowcu rodziny cesarskiej w Wiedniu.

## Znani członkowie rodu Batthyány
- Balthasar Batthyány (1543–1590), baron generał w wojnach z Turkami i humanista
- Ádám Batthyány z Német-Ujvár (1610–1659), hrabia, założył w Güssing klasztor Franciszkanów
- Károlyi József Batthyány (1698–1772), książę, austriacki marszałek polny i wychowawca cesarza Józefa II.
- József Batthyány (1727–1799), hrabia, biskup
- Ignác Batthyány (1741–1798), hrabia, biskup
- Franziska Batthyány (1802–1861), z domu Szèchenyi,
- Lajos Batthyány (1807–1849), hrabia, pierwszy węgierski premier
- László Batthyány-Strattmann (1870–1931), książę, okulista, został beatyfikowany